# Ljubovnik
Ljubovnik (russisk: Любовник) er en russisk spillefilm fra 2002 af Valerij Todorovskij.

## Medvirkende
- Oleg Jankovskij som Tjarysjev
- Sergej Garmasj som Ivan
- Andrej Smirnov som Petja
- Vera Voronkova som Vera
- Vladimir Jumatov som Adik